# Рушанский район
Руша́нский район (тадж. Ноҳияи Рӯшон) — административный район в составе Горно-Бадахшанской автономной области Республики Таджикистан. До образования района его территория называлась Рушон.
Образован 27 октября 1932 года согласно решению бюро Горно-Бадахшанского областного комитета Компартии Таджикистана от 25 августа 1932 года «О проведении районирования».
Районный центр — село Рушан (тадж. Рӯшон), который также известен под названием Вамар, расположен в 65 км севернее города Хорога.
Рушон — историческая область в горах Бадахшана, расположенная по обоим берегам реки Пяндж. Впервые российский исследователь и путешественник С. П. Ванновский обращает внимание на этимологию слова "ruẋоn – рушон" и спрашивает значение слова "рушон" у самих жителей Рушана, которые объясняли это исследователю слово в значении "источник света", "радости" и "радость".

## История
Рушан — историческая область в юго-западном Памире, состояла из трех округов: Вамур, Па-и Ходжа и Бартанг. Историческая область Рушан расположена севернее Шугнана, ниже его по течению Пянджа. Северной границей Рушана (и ханства) были летовка Шипад(ẋipoδ) и село Шидз (ẋiʓ).
Некоторые повествования о рушанцах исходят из времени событий, описанных в легендарном эпосе «Шахнаме» А.Фирдоуси. Например, среди старейшин деревень до сих пор распространены народные предания о богатырях Дерзу и Барзу. В Рушане даже есть селения под названиями Дерзуд и Барзуд. По одной легенде, Дерзу и Барзу были сыновьями Рустама Достана легандарного героя Шахнаме, а по другой легенде, сыновья богатыря Сухроба.
Воспоминания о Рушане и характере его народа в источниках средневековья, особенно зафиксированное в творчестве великого поэта Носира Хусрава.
В мировой научной сфере более подробные сведения о Рушане стали доступны с XIX века, когда регион стали посещать путищественники, шпионы и учёные из различных областей Британской и Российской империи.
В частности, Правительство Российской Империи для решения «Памирского вопроса» поручило российским военным собрать первичную информацию о географическом положении, быте и образе жизни, занятиях памирского населения, особенно о языке и обычаях его населения. В связи с этим следует сказать, что вопреки колониальным намерениям Британской империи первыми в этот регион были направлены военные и учёные  исследователи. 
Среди английских исследователей Джон Вуд одним из первых зафиксировал свои исследования про Рушан и Шугнан. Он пишет, что одежда и дома рушанцев и шугнанцев аналогичны с одеждой и домами ваханцев, в Шугнане проживает 300 семей, а Рушана больше населения. 
Один из первых русских авторов, исследовавших историю края был, Я.Минаев. Он пишет, что Рушан с географической и административно-политической точки зрения делится на три части: 1) Вамар, на правом берегу реки Пяндж, где в этой части проживает почти 800 семей; 2) Пои Ходжа, на левом берегу реки Пяндж, где в этой части Рушана проживает почти 1000 семей; 3) Бартанг, где в этом бассейне проживает почти 500 семей. Необходимо отметить, что понятия Верхний Рушан и Нижний Рушан также использовались для обозначения Рушана. 
По договору 1895 года между Российской империей и Британией, разделившего Шугнанское ханство, Рушан и правобережная часть Шугнана стали Шугнанским бекствоми в составе Бухарского эмирата.
Общая численность рушанцев и бартангцев составляла 30 тыс. человек.

## География
Рушанский район расположен между Язгулемским и Рушанским хребтами. На северо-западе граничит с Ванчским районом, на северо-востоке — с Мургабским районом, на юго-востоке — с Шугнанским районом Таджикистана, на юге — с Шугнанским районом Афганистана.
Территория Рушанского района простирается по горам и долинам Юго-западного Памира. С юга он ограничен рекой Пяндж, служащей государственно границей с Афганистаном. Вдоль него проходит Памирский тракт — основной транспортный коридор региона, связывающий Душанбе с районами Горно-Бадахшанской автономной области. Река Бартанг, правый приток Пянджа, являясь главной водной артерией района, протекает с севера на юг, образуя широкую и глубокую долину.
Земли района пересекают Язгулемский, Рушанский и часть Северо-Аличурского хребтов. Высота отдельных пиков превышает 6 тысяч метров. Это сейсмически активный район. Сюда часто приезжают исследователи гор и ледников, а также альпинисты. К району относится часть акватории Сарезского озера, что образовалось в 1911 году вследствие землетрясения и воспоследовавшего оползня, который преградил долину реки.

## Население
Население по оценке на 1 января 2018 года составляет 25 300 человек.
| Численность населения | Численность населения | Численность населения | Численность населения | Численность населения | Численность населения |
| 1939                  | 2018                  | 2019                  | 2020                  | 2021                  | 2022                  |
| --------------------- | --------------------- | --------------------- | --------------------- | --------------------- | --------------------- |
| 6783                  | ↗25 300               | ↗25 600               | ↗25 800               | ↗26 500               | →26 500               |

На территории Рушанского района проживают обособившиеся много столетий назад представители памирских народов: бартангцы и рушанцы, занимаясь орошаемым земледелием (выращивают пшеницу, овощи, плодовые и бахчевые культуры), а также скотоводством.

## Административное деление
В состав Рушанского района входят 7 сельских общин (тадж. ҷамоат):
| Административное деление Рушанского района |           |
| Сельская община                            | Население |
| Бартангский джамоат                        | 1854      |
| Бар-Рушанский джамоат                      | 7183      |
| Басидский джамоат                          | 1400      |
| Пастхуфский джамоат                        | 2773      |
| Рушанский джамоат                          | 5587      |
| Савнобский джамоат                         | 2774      |
| Шидзский джамоат                           | 2015      |

Главой Рушанского района является Председатель Хукумата, который назначается Президентом Республики Таджикистан. Главой правительства Рушанского района является Председатель Хукумата. Законодательный орган Рушанского района — Маджлис народных депутатов, избирается всенародно на 5 лет.